# Darcha
Darcha – miejscowość w północnych Indiach w stanie Himachal Pradesh, w zachodnich Himalajach.
Populacja miasta w 2001 roku wynosiła 298 mieszkańców.